# Janet Stewart, Lady Fleming
Janet Stewart, Lady Fleming, född 17 juli 1502, död 20 februari 1562, kallad la Belle écossaise ("Vackra skotskan"), var en skotsk adelskvinna och hovfunktionär. Hon var utomäktenskaplig dotter till Jakob IV av Skottland och arbetade som guvernant hos sin kusin, Maria Stuart 1548–1551. Janet var under en kort tid älskarinna till Henrik II av Frankrike, med vilken hon hade en son, Henri d'Angoulême. Hennes dotter, Mary Fleming, var en av drottningens "Marior": en grupp hovdamer som alla bar samma namn.

## Biografi
Lady Janet Stewart var dotter till Jakob IV av Skottland och adelskvinnan Isabel Stewart. Hon gifte sig med Malcolm Fleming, 3rd Lord Fleming, med vilken hon hade åtta barn. Hon blev änka 1547. År 1548 utnämndes hon till guvernant och hennes dotter Mary Fleming till hovfröken åt drottning Maria Stuart, hennes egen halvbrors dotter. Hon följde Maria till Frankrike samma år. 
Vid det franska hovet uppmärksammades hon av Henrik II av Frankrike, med vilken hon hade en kortlivad inofficiell sexuell relation. Hon födde sin och Henriks son år 1551 i Aix-la-Chapelle i Frankrike, och hennes son blev erkänd och omhändertagen som kungens son. 
Janet Stewart ersattes som guvernant av Françoise de Paroy och återvände efter födseln till Skottland, där hon ingick i Skottlands franska regent Maria av Guises uppvaktning. Det förekom diskussioner om ett äktenskap mellan henne och en fransk adelsman, men Maria av Guise gav ett löfte till Frankrikes drottning Katarina av Medici att Janet inte skulle återvända till Frankrike. Hon var fortfarande en del av regentens uppvaktning vid dennas död 1560. 

### Fotnoter
1. ↑  Robert J. Sealy, The Palace Academy of Henry III, (Droz, 1981), 206.